# 代 (地质学)
| 编·历地质年代学和地层学单位 |                     |                                     |
| 年代地层學 岩段（地层） | 地质年代學 時間間隔 | 说明                                |
| 宇 | 宙                  | 共有4个，大於5亿年                  |
| 界 | 代                  | 共有14个，數亿年                    |
| 系 | 纪                  | 共有22個，數千萬至數億年            |
| 统 | 世                  | 共有34個，數千万年                  |
| 阶 | 期                  | 共有99個，数百万年                  |
| 带 | 时                  | 小于期，国际地层委员会（ICS）不使用 |
| 规范用法：恐龙生活在侏罗纪（时间），恐龙化石在侏罗系地层中找到。上、下修饰年代地层单位。早、晚修饰地质年代单位。（例:下白垩统对应早白垩世） |                     |                                     |

代（era）是地球地質年代的時間單位之一，每個「代」時間長達數億年不等。一個「宙」可以細分為數個「代」，例如显生宙分为古生代、中生代和新生代，代表宏观化石记录中的主要阶段。代與代之間以灾难性灭绝事件为界线，P-T界线是古生代和中生代的分界，K-T界线是中生代和新生代的分界。一些证据顯示在這些界線上，發生過灾难性的陨石撞击。
地球在硬壳动物出现之前的四十亿年历史（過去非正式地統稱為前寒武紀），包括冥古宙、太古宙和元古宙。最近元古宙可細分为古元古代、中元古代、新元古代。太古宙可細分為始太古代、古太古代、中太古代、新太古代。冥古宙則尚未有正式的分代。
| 代                         | 时间范围           |
| -------------------------- | ------------------ |
| 新生代                     | 0.66亿年前到现在   |
| 中生代                     | 0.66-2.522亿年前   |
| 古生代                     | 2.522-5.41亿年前   |
| 新元古代                   | 5.41-10亿年前      |
| 中元古代                   | 10-16亿年前        |
| 古元古代                   | 16-25亿年前        |
| 新太古代                   | 25-28亿年前        |
| 中太古代                   | 28-32亿年前        |
| 古太古代                   | 32-36亿年前        |
| 始太古代                   | 36-40亿年前        |
| （冥古宙中没有正式的分代） | 地球形成在40亿年前 |